# 왕거누이

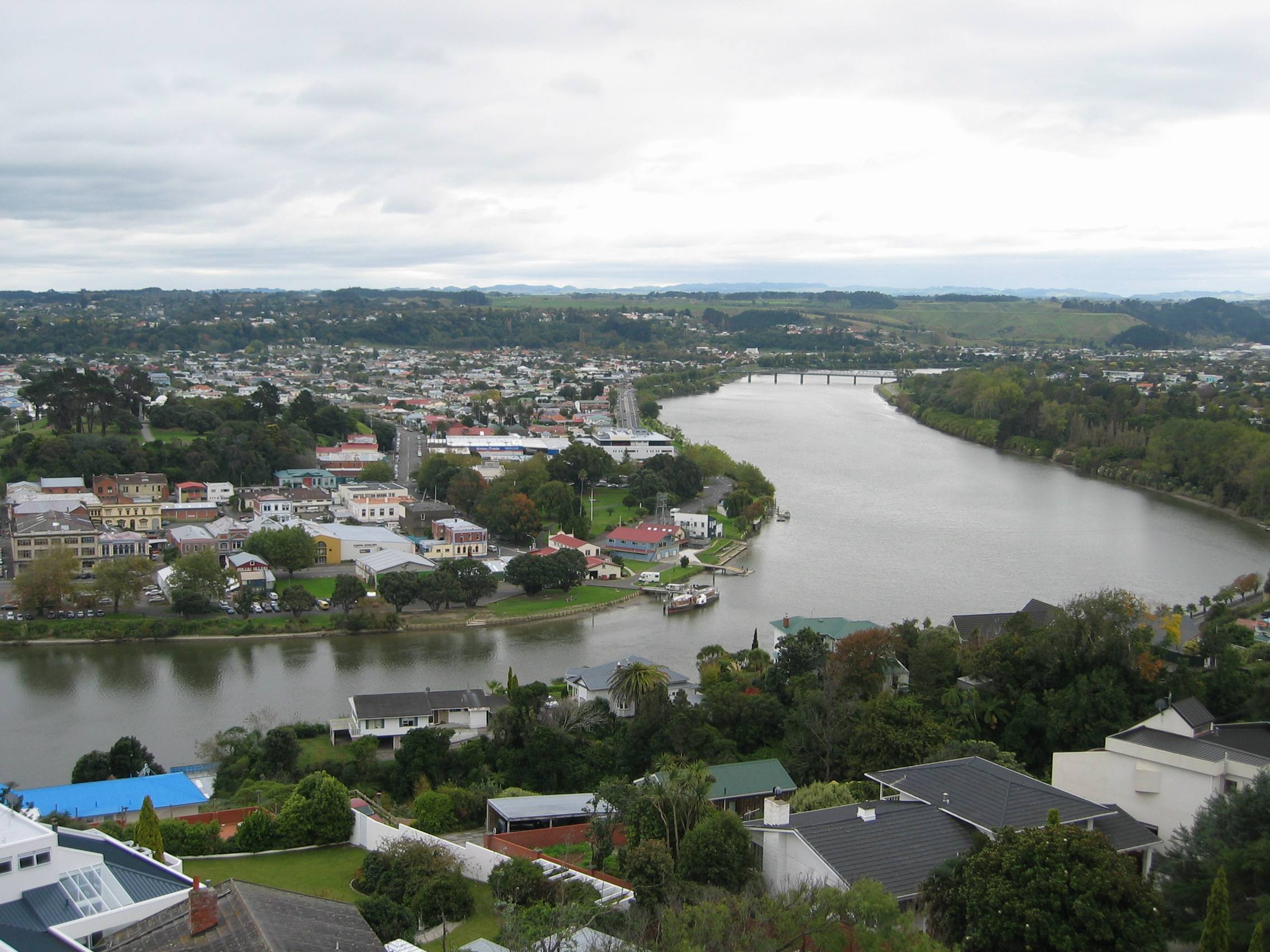
왕가누이

왕거누이(Whanganui 또는 Wanganui)는 뉴질랜드 북섬의 서해안 지역의 도시 부분이다. 마너와투왕거누이 지방의 부분이다. 파머스턴노스와 함께 이 지방의 중심도시이다.

## 개요
다른 뉴질랜드의 여러 중심부 같이, 왕거누이는 1998년 이전까지는 시였지만, 행정 재편 때 구로 개편 되었고, 현재는 왕거누이 구 의회에 의해 운영된다. 그럼에도 불구하고, 여전히 많은 뉴질랜드 사람들은 시로 알고 있는 경우가 많다.
1854년부터 왕거누이(Wanganui)라고 사용해왔지만, 뉴질랜드 지리위원회는 공식 명칭을 Whanganui로 바꾸도록 권고를 하고 있으며, 정부도 스펠링은 혼용하지만, 2009년 12월부터 그렇게 사용하기로 결정을 했다.

## 기후
| 왕거누이의 기후          | 왕거누이의 기후 | 왕거누이의 기후 | 왕거누이의 기후 | 왕거누이의 기후 | 왕거누이의 기후 | 왕거누이의 기후 | 왕거누이의 기후 | 왕거누이의 기후 | 왕거누이의 기후 | 왕거누이의 기후 | 왕거누이의 기후 | 왕거누이의 기후 | 왕거누이의 기후 |
| 월                       | 1월             | 2월             | 3월             | 4월             | 5월             | 6월             | 7월             | 8월             | 9월             | 10월            | 11월            | 12월            | 연간            |
| ------------------------ | --------------- | --------------- | --------------- | --------------- | --------------- | --------------- | --------------- | --------------- | --------------- | --------------- | --------------- | --------------- | --------------- |
| 일평균 최고 기온 °C (°F) | 22.4 (72.3)     | 22.7 (72.9)     | 21.3 (70.3)     | 18.8 (65.8)     | 16 (61)         | 13.8 (56.8)     | 13.2 (55.8)     | 13.8 (56.8)     | 15.3 (59.5)     | 17 (63)         | 18.8 (65.8)     | 20.7 (69.3)     | 17.8 (64.0)     |
| 일평균 최저 기온 °C (°F) | 14 (57)         | 14 (57)         | 12.9 (55.2)     | 10.6 (51.1)     | 8.5 (47.3)      | 6.5 (43.7)      | 5.6 (42.1)      | 6.2 (43.2)      | 8 (46)          | 9.6 (49.3)      | 10.9 (51.6)     | 12.8 (55.0)     | 10 (50)         |
| 평균 강수량 mm (인치)    | 62 (2.4)        | 65 (2.6)        | 68 (2.7)        | 71 (2.8)        | 81 (3.2)        | 82 (3.2)        | 88 (3.5)        | 70 (2.8)        | 72 (2.8)        | 81 (3.2)        | 74 (2.9)        | 70 (2.8)        | 882 (34.7)      |
| 출처: NIWA Climate Data  |                 |                 |                 |                 |                 |                 |                 |                 |                 |                 |                 |                 |                 |